# Jiguaní
Jiguaní – miasto na Kubie, w prowincji Granma. W 2004 r. miasto to zamieszkiwało 60 320 osób.